# San José de Feliciano
San José de Feliciano é um município da província de Entre Ríos, na Argentina.